# 100 höjdare (säsong 2)
Den andra säsongen av 100 höjdare hade premiär 7 mars 2005. Till skillnad från den första säsongen av 100 höjdare, så listar Filip och Fredrik världens 100 roligaste ögonblick. Det som var nytt för säsong 2 var också att Filip och Fredrik satt i en programstudio som gästades av svenska kändisar.

## Avsnitt

### Lucas ladder
Programmet hade även ett stående inslag av Luca Brasi som kallades för Lucas Ladder, där en italiensk homosexuell kille listade sina favoriter från säsong 1 av 100 höjdare.
- Avsnitt 1 - Den första Aktuellt-sändningen
- Avsnitt 2 - Carl Bildt diskuterar analsex
- Avsnitt 3 - Jan-Ove Waldner svarar i Staffan Lindeborgs telefon
- Avsnitt 4 - Friends in need
- Avsnitt 5 - Kung Carl XVI Gustaf besöker Arboga
- Avsnitt 6 - Ralf Edström är "salongs" i radio
- Avsnitt 7 - Anders Björck deltar i parad
- Avsnitt 8 - Bertil Svensson blöder
- Avsnitt 9 - Ingmar Nordströms gör en video
- Avsnitt 10 - Kay simmar ur bild

## Listan
| Nr  | Inslag | År   | Land           | Avsnitt |
| --- | --- | ---- | -------------- | ------- |
| 100 | Sepp Blatter utses till ny president för FIFA                                                                                              | 1998 | Frankrike      | 1       |
| 99  | TV-programmet Hello Sydney lanseras | 2000 | Sverige        | 1       |
| 98  | Tommy Seebach spelar in en musikvideo till låten "Apache"                                                                                  | 1977 | Danmark        | 1       |
| 97  | Brittiska soldater testar LSD | 1963 | Storbritannien | 1       |
| 96  | Rapport-chefen Göran Ågren testar polisens nya elchockpistol                                                                               | 2000 | Sverige        | 1       |
| 95  | Japans populäraste talkshow firar 50 program med ett helt nytt inslag                                                                      | 1999 | Japan          | 1       |
| 94  | Japanen Nobuhiro Sugawarai gör självmål i hockey-VM                                                                                        | 2004 | Tjeckien       | 1       |
| 93  | Judas Iskariot golar på Jesus | 33   | Romarriket     | 1       |
| 92  | Anthea Turner besöker en MC-festival | 1998 | Frankrike      | 1       |
| 91  | Folket i det nybefriade Östtyskland väljer att fira nyår med en man i blinkande kostym                                                     | 1989 | Tyskland       | 1       |
| 90  | Hugo Rodriguez deltar i sommar-OS efter fyra års intensiva förberedelser                                                                   | 1992 | Spanien        | 2       |
| 89  | Radiosportens Mats Strandberg läser veckans lottorad                                                                                       | 1989 | Sverige        | 2       |
| 88  | Iraks informationsminister Mohammed Said as-Sahaf klargör att läget är under kontroll                                                      | 2003 | Irak           | 2       |
| 87  | Fox News-ankaret Shepard Smith rapporterar om en videoinspelning med Jennifer Lopez                                                        | 2002 | USA            | 2       |
| 86  | Alphonse Gomis svarar "ja tack" på frågan "Vill du delta i Vinter-OS"                                                                      | 1992 | Frankrike      | 2       |
| 85  | Premiär för ett nytt tävlingsmoment i Japans populäraste humorprogram                                                                      | 2002 | Japan          | 2       |
| 84  | Koreas diktator Kim Jong Il går sin första golfrunda                                                                                       | 1999 | Nordkorea      | 2       |
| 83  | Dr. Alban uppmuntrar svensk ungdom att bära hjälm                                                                                          | 1997 | Sverige        | 2       |
| 82  | John McEnroe tycker hans serve är inne | 1984 | Sverige        | 2       |
| 81  | Vladimir Zjirinovskij TV-debatterar med guvernören i Novgorod                                                                              | 1995 | Ryssland       | 2       |
| 80  | Britt Ekland vinar på The Kerrang Awards                                                                                                   | 2000 | USA            | 3       |
| 79  | Stasad Elton John får paparazzi-spel | 2004 | Taiwan         | 3       |
| 78  | Inspelning av reklamfilm för madrasser | 1978 | USA            | 3       |
| 77  | "Män i mängder" | 1986 | Sverige        | 3       |
| 76  | Showmannen Harlan Weaver muntrar upp vietnamveteraner                                                                                      | 1973 | USA            | 3       |
| 75  | Mao leker med begreppet "röd gubbe" | 1961 | Kina           | 3       |
| 74  | John Fox intervjuas i Häftig Fredag | 1977 | Sverige        | 3       |
| 73  | Programmet ? har premiär i Japan | 1996 | Japan          | 3       |
| 72  | Jeltsin tar med Clinton på ståuppklubb | 1995 | USA            | 3       |
| 71  | James Brown intervjuas av Sonya Friedman                                                                                                   | 1988 | USA            | 3       |
| 70  | En TV-fotograf nyhetsvärderar i realtid | 2002 | Frankrike      | 4       |
| 69  | Nancy Reagan slajdar av en stol | 1987 | USA            | 4       |
| 68  | Zjirinoskij charmar plenisalen | 1995 | Ryssland       | 4       |
| 67  | Yassir Arafat kåthånglar | 1998 | Västbanken     | 4       |
| 66  | Gustaf V dementerar sin homosexualitet | 1948 | Sverige        | 4       |
| 65  | Colin Powell lyckas motbevisa att svarta män har rytmen i blodet                                                                           | 1996 | USA            | 4       |
| 64  | Det går snett på lottodragningen i Krakow                                                                                                  | 1993 | Polen          | 4       |
| 63  | Stella Walsh lurar en hel värld | 1932 | USA            | 4       |
| 62  | Mette-Marit blir bränd av media | 2002 | Norge          | 4       |
| 61  | Dr. Alban och Kikki Danielsson inleder ett musikaliskt samarbete                                                                           | 1998 | Sverige        | 4       |
| 60  | En världstjärna föds | 2002 | Kanada         | 5       |
| 59  | Dan Qualye doktorerar i tysk historia | 1991 | USA            | 5       |
| 58  | Dan Quayle drar en sallad | 1987 | USA            | 5       |
| 57  | Loa Falkman läxar upp en fjortis | 1999 | Sweden         | 5       |
| 56  | Idioten Björge Lillelien sprutar fotbollsnationen England i ansiktet och daskar kuken i pannan på dom                                      | 1981 | Norway         | 5       |
| 55  | Mats Wilander tonsätter sitt politiska manifest                                                                                            | 1988 | Sweden         | 5       |
| 54  | Status Quo åker på vildmarksafari | 1986 | Australia      | 5       |
| 53  | Två snygga fotbollskillar dansar balett på en plätt                                                                                        | 2002 | Japan          | 5       |
| 52  | Fotbollsspelaren Jim Everett får (någon slags) steroidbryt                                                                                 | 2002 | USA            | 5       |
| 51  | Tommy Lee och Pamela Anderson dokumenterar sin båtsemester (i ett grustag)                                                                 | 1995 | USA            | 5       |
| 50  | Jim Kaast provspelar för en roll i filmen Karate Raider                                                                                    | 1999 | USA            | 6       |
| 49  | Trustorkillarna bränner helt galet mycket pengar under en eftermiddag i Saint Tropez                                                       | 1996 | Côte d'Azur    | 6       |
| 48  | Thomas Jisander medverkar i 100 höjdare för att konfirmera plats 49                                                                        | 2005 | Sundbyberg     | 6       |
| 47  | Ja Rule visar att han sympatiserar med sina utsatta brothers i Sydafrika                                                                   | 2003 | South Africa   | 6       |
| 46  | Elvis Presley missbrukar sin FBI-status (och några sköna nedåtpiller)                                                                      | 1976 | USA            | 6       |
| 45  | George Bush blåser på med en freudiansk felsägning                                                                                         | 1988 | USA            | 6       |
| 44  | Hiphop-dvärgen Wolfgang Von Bushwicken The Barbarian Mother-funky Stay High Dollar Billstir bevisar för sin flickvän att han är deprimerad | 1991 | USA            | 6       |
| 43  | USA:s socialstyrelse varnar för killar som gillar andra killar                                                                             | 1965 | USA            | 6       |
| 42  | Gympinginstruktören Robbie Seechan överrumplar sin klass                                                                                   | 1988 | USA            | 6       |
| 41  | Värmland | 1989 | Värmland       | 6       |
| 40  | Presidentkandidaten Michael Dukakis försöker göra ett gott intryck på väljarna i New Hampshire                                             | 1988 | USA            | 7       |
| 39  | En gayig Magnus Uggla pratar om ett halvt kilo äpplen i programmet Häftig Fredag                                                           | 1978 | Sverige        | 7       |
| 38  | Barnstjärnan Corey Haim, som gått på en och annan nit genom åren, visar upp sitt nya, nyktra jag efter ett par års rehab                   | 1996 | USA            | 7       |
| 37  | Idi Amin utmanar sina generaler på 25 meter frisim                                                                                         | 1974 | Uganda         | 7       |
| 36  | Gudarna i OS-staden Salt Lake City måste vara tokiga                                                                                       | 2002 | USA            | 7       |
| 35  | Ett uppjackat Tutti Frutti har premiär på (typ) bästa sändningstid                                                                         | 1999 | Japan          | 7       |
| 34  | Linda Lovelace bjuder sin man Chuck på en sjuhelvetes överraskning                                                                         | 1977 | USA            | 7       |
| 33  | Fotbollscoachen Ollie Holloway går hem med en ful tjej                                                                                     | 2003 | Storbritannien | 7       |
| 32  | George W. Bush peggar upp | 2002 | Texas          | 7       |
| 31  | Mats Wilander sjunger om "rom...så mjuk och len" i Gomorron Sverige                                                                        | 1986 | Sverige        | 7       |
| 30  | Silvio Berlusconis praktikant har köpt en DVD-box med Benny Hill och skrider till verket                                                   | 2002 | Italien        | 8       |
| 29  | Boris "Baris" Jeltsin provar på det här med sexual harassment                                                                              | 1995 | Ryssland       | 8       |
| 28  | Det var en svart man från Surinam | 1990 | Italien        | 8       |
| 27  | Polismannen Leroy Weaver briefar en skolklass om den omedelbara faran med en oladdad Glock                                                 | 2002 | USA            | 8       |
| 26  | Den statliga televisionen ordnar en nykter städad Saturday Night Fever-skola                                                               | 1978 | Finland        | 8       |
| 25  | Östen Warnerbring får inte plats i samma rum som en amerikansk rockstjärna som knullat 4000 brudar                                         | 1984 | Sverige        | 8       |
| 24  | Tyrone Williams ser ett nytt liv torna upp sig                                                                                             | 1996 | USA            | 8       |
| 23  | Uttrycket "Idea-preneur" når mainstream-media                                                                                              | 1987 | USA            | 8       |
| 22  | David Hasselhoff beslutar sig för att spela in en musikvideo och passar samtidigt på att "gå nuts"                                         | 1999 | USA            | 8       |
| 21  | David Hasselhoff in general | 2005 | USA            | 8       |
| 20  | USA:s äldsta presidentkandidat genom alla tider bevisar att han är USA:s äldsta presidentkandidat genom alla tider                         | 1996 | USA            | 9       |
| 19  | Den frikyrkliga högern försöker uppfostra en hel nation att knulla lugnt och försiktigt                                                    | 1957 | USA            | 9       |
| 18  | Boris Jeltsin fasar in barbari i sin inrikespolitik                                                                                        | 1995 | Ryssland       | 9       |
| 17  | Boris Jeltsin beter sig precis som man förväntar sig att en man som har tillgång till kärnvapen ska bete sig                               | 1996 | Ryssland       | 9       |
| 16  | Tunnhåriga män världen över får äntligen något att tro på                                                                                  | 1984 | USA            | 9       |
| 15  | Aftonbladet producerar en löpsedel om Kikki Danielsson och en charkvara                                                                    | 2004 | Sverige        | 9       |
| 14  | En snubbe som heter Marc ringer in till en radiostation för att vinna en Harley Davidson                                                   | 2000 | Australien     | 9       |
| 13  | Aerosmith genomför världens kortaste rockkonsert                                                                                           | 1977 | USA            | 9       |
| 12  | George W. Bush ignorerar varningen om att ta det försiktigt med ostron under sitt statsbesök i fjärran Östern                              | 1992 | Japan          | 9       |
| 11  | Måns Herngren freeze-framas på ett överraskande sätt i en TV-vinjett                                                                       | 1984 | Sverige        | 9       |
| 10  | Harald Treutiger medverkar i splatterfilmen Scorched Heat                                                                                  | 1987 | Sverige        | 10      |
| 9   | En pervokille i konstiga kläder undervisar små barn i den ädla konsten att sätta namn på könsdelar                                         | 1980 | USA            | 10      |
| 8   | Lima Azimi tar på sig ett par mysbrallor och deltar i ett friidrotts-VM                                                                    | 2003 | Frankrike      | 10      |
| 7   | En "upprymd" Boris Jeltsin kliver utanför sin yrkesroll under ett statsbesök                                                               | 1995 | Tyskland       | 10      |
| 6   | Det uppstår ett rykte som gör gällande att Christer Glenning dejtar Camilla Henemark                                                       | 1997 | Sverige        | 10      |
| 5   | Befolkningen i Nordkorea tar det säkra före det osäkra i sorgearbetet efter diktatorn Kim Il Sung                                          | 1995 | Nordkorea      | 10      |
| 4   | Don Bennechi erbjuder ett soundtrack till den svenska sommaren                                                                             | 1996 | Sverige        | 10      |
| 3   | En fotbollsspelare från Sevilla åstadkommer historiens mest överrumplade målgest                                                           | 2001 | Spanien        | 10      |
| 2   | Ett tvillingpar intervjuas på den amerikanska vischan                                                                                      | 1974 | USA            | 10      |
| 1   | Pelle Strandberg | 1986 | Sverige        | 10      |